# Thuilley-aux-Groseilles
Thuilley-aux-Groseilles ist eine französische Gemeinde mit 434 Einwohnern (Stand: 1. Januar 2022) im Département Meurthe-et-Moselle in der Region Grand Est (vor 2016 Lothringen). Die Gemeinde liegt im Arrondissement Toul, ist Teil der Communauté de communes du Pays de Colombey et du Sud Toulois und gehört zum Kanton Meine au Saintois.

## Geographie
Thuilley-aux-Groseilles liegt etwa 20 Kilometer südwestlich von Nancy.
Nachbargemeinden von Thuilley-aux-Groseilles sind Ochey im Westen und Norden, Viterne im Norden und Osten, Germiny im Südosten, Crépey im Süden sowie Allain im Südwesten.
Im Westen der Gemeinde liegt der östliche Rand der französischen Luftwaffenbasis Base aérienne 133 Nancy-Ochey. Das Gemeindegebiet wird im Süden vom Flüsschen Arot durchquert, das dann bei einer Bachschwinde im karstigen Untergrund verschwindet.

## Geschichte
Von 1973 bis 1986 waren Thuilley-aux-Groseilles und Ochey als Kommunen zusammengelegt gewesen.

## Einwohner
| 1962                       | 1968 | 1975 | 1982 | 1990 | 1999 | 2006 | 2019 |
| -------------------------- | ---- | ---- | ---- | ---- | ---- | ---- | ---- |
| 556                        | 469  | 242  | 399  | 265  | 219  | 508  | 424  |
| Quellen: Cassini und INSEE |      |      |      |      |      |      |      |

## Sehenswürdigkeiten
- Kirche Saint-Martin aus dem 19. Jahrhundert

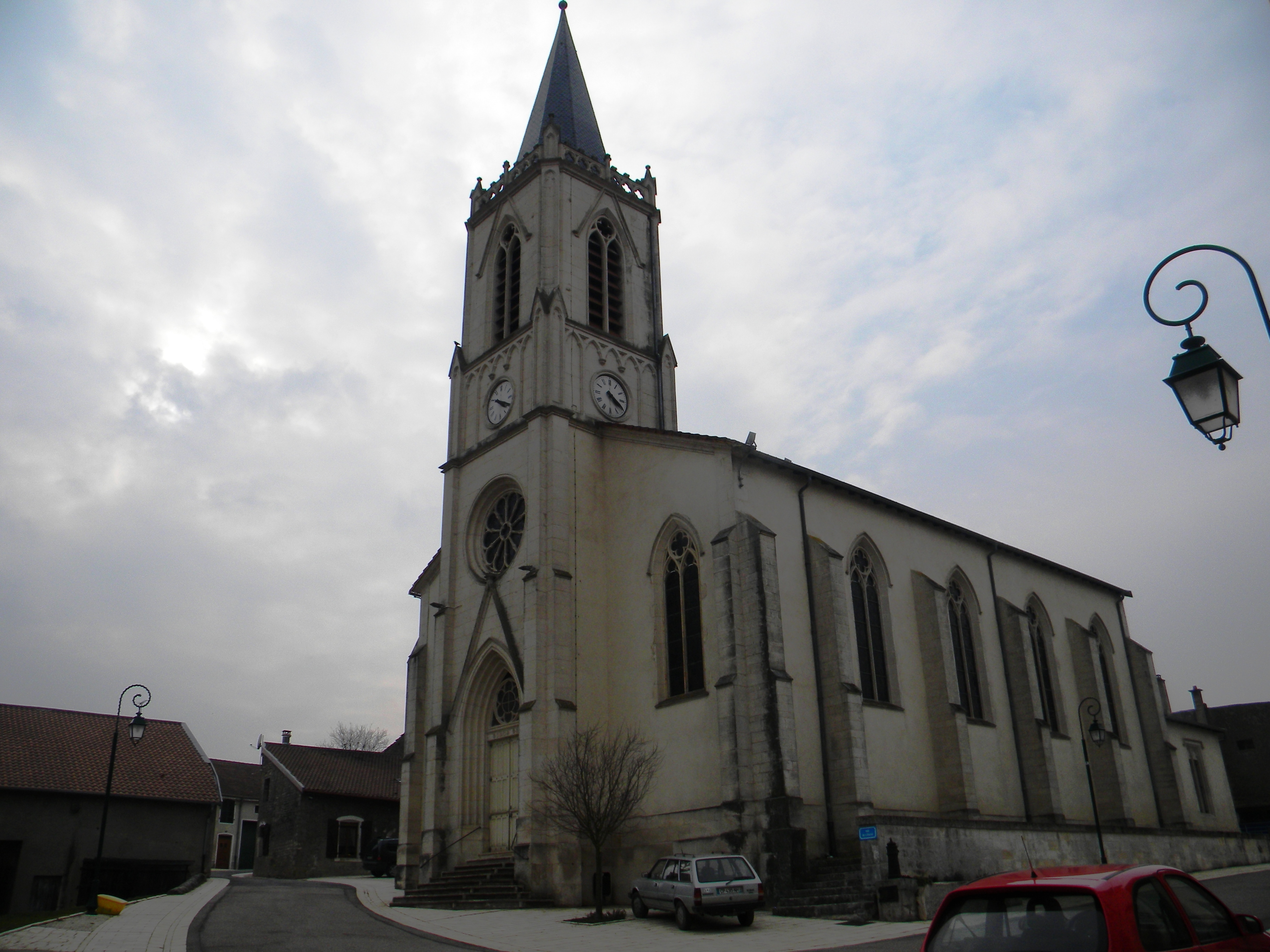
Kirche Saint-Martin